# Вайроги
Вайроги (Таурини; латыш. Vairogi) — населённый пункт в Рундальском крае Латвии. Входит в состав Виестурской волости. Находится на правом берегу реки Свитене. Расстояние до города Бауска составляет около 20 км. По оценке на январь 2021 года, в населённом пункте проживало 40 человек.

## История
В советское время населённый пункт был центром Виестурсккого сельсовета Бауского района.